# Naga Dao
Die Naga Dao (auch Sema Dao, Konyak Dao, Lhota Dao, Angana Dao, Garo Dao, Kuki Dao, Lushai Dao, Chin Dao, Kacha Dao, Ao Dao genannt) ist eine Streit- und Standesaxt der Naga-Stämme auf den Philippinen und in Indien. Die vielfältigen Namen sind auf die große Zahl der Stamme und deren unterschiedliche Bezeichnungen für dieses Dao zurückzuführen.

## Geschichte
Die Naga-Dao ist eine Vielzweckwaffe und ein Werkzeug. Sie wird bei der Feldarbeit, der Holzbearbeitung, dem Schlachten von Tieren, bei Zeremonien und im Krieg benutzt.

## Beschreibung
Die Naga Dao hat eine kurze, gebogene und an der Spitze gerade (abgeschnittene) Klinge. Die Klinge ist etwa 23 cm lang, etwa 8 cm breit und an allen Klingenseiten scharf geschliffen. Das Heft (Griff) ist rund oder eckig und bei manchen Versionen mit Metalldraht umwickelt. Das Ende des Griffs hat keinen Knauf und ist im hinteren Bereich mehr oder weniger mit einfarbigen oder buntem Ziegenhaar verziert und oft mit traditionellen Mustern bemalt. Es gibt vom Naga Dao verschiedene Griff- und Klingenversionen. 